# 重庆沈钧儒旧居
重庆沈鈞儒舊居位於重慶市渝中区枣子岚垭马鞍山118号，文物遺址年代為1939－1949年，1987年1月23日列為重慶市第二批市級文物保護單位初定名單。1992年3月19日列為重慶市第二批市級文物保護單位。2000年9月7日公布为第一批重庆市文物保护单位。